# Königin Viktoriaberg

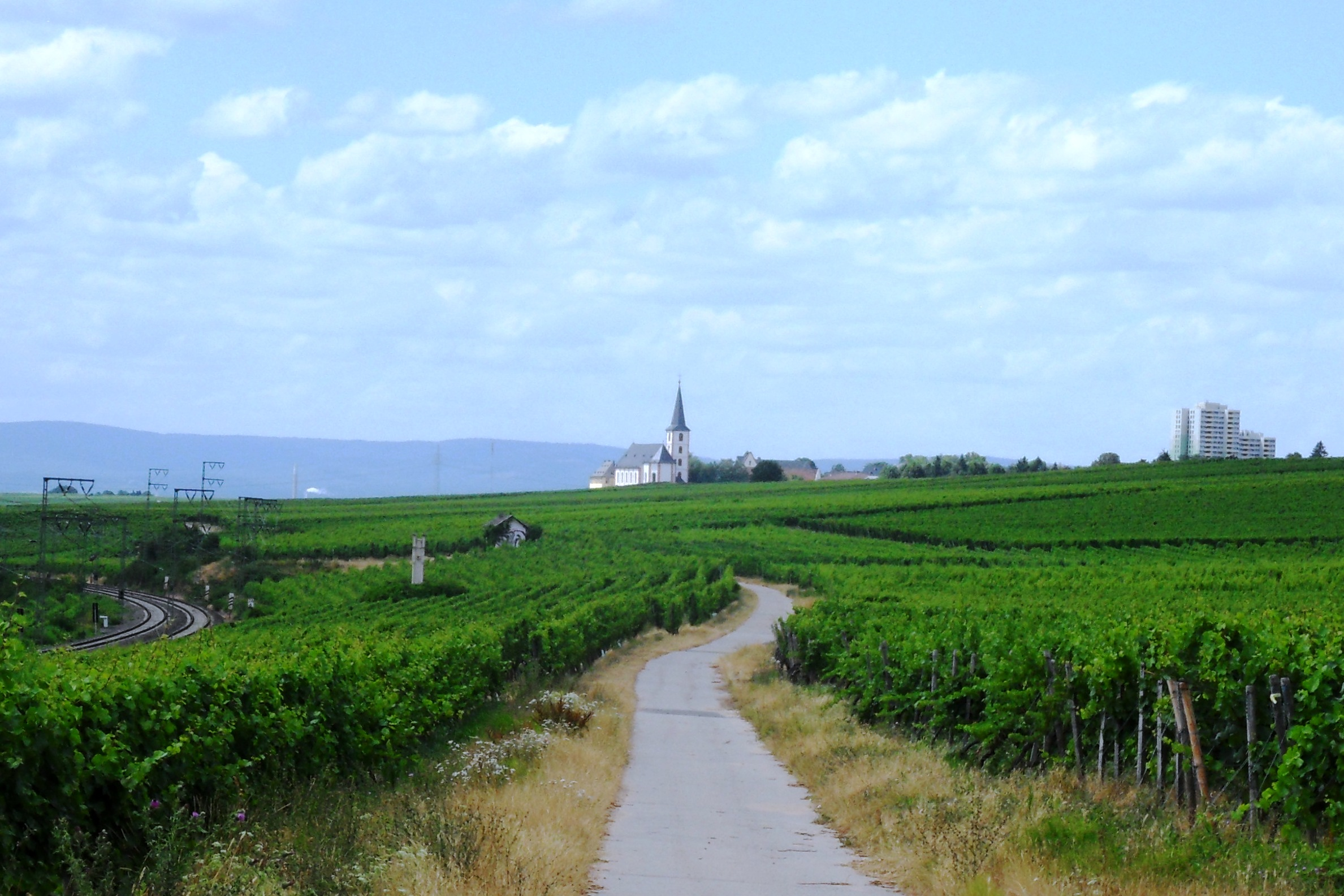
Blick von Osten über die Weinberge auf die Stadt Hochheim am Main. Ganz links im Bild die Gleise der Taunus-Eisenbahn, daneben der Königin-Viktoria-Berg mit dem Denkmal

Der Hochheimer Königin Viktoriaberg ist eine Rheingauer Weinlage im Gebiet der Stadt Hochheim am Main. Die Lage ist Teil der Großlage Daubhaus im Weinanbaugebiet Rheingau. Noch heute heißt der daraus gewonnene Wein Hochheimer Königin Victoriaberg. In der Weinlage steht das Königin-Victoria-Denkmal.

## Namensursprung und Geschichte
Bevor dieses Gebiet zum Weinbau genutzt wurde, hielten sich in der Nähe der dort idyllisch gelegenen Quelle gerne die Dechanten des in Hochheim begüterten Domkapitels von Mainz auf. Daher war dieser Platz als „Dechantenruhe“ bekannt. Über diesen Ort ist auch bekannt, dass Kurfürst Emmerich Josef „gern seine Jagdausflüge an diesem einladenden Orte“ abschloss.
Am 10. August 1845 begann die englische Königin Victoria mit ihrem Gemahl Prinz Albert von Sachsen-Coburg und Gotha in Antwerpen eine Reise durch Belgien und deutsche Länder. Für diese Reise legte die Königin ein Tagebuchheft an, dass im Original erhalten geblieben ist. Ihr Tagebucheintrag vom 18. August 1845 berichtete von ihrer Reise bzw. einer Kutschfahrt:

„The high Mountains of Melipocus – & Helipocus are seen to the left, after passing thro' Hocheim (from which the corruption, – & the very incorrect one, of Hock, takes it's name.) At past 8 we changed horses at a small place called Hattersheim. – We had Hessian Postillions & were now in the Hessian Territories. – (Hesse Darmstadt.) The Country & the Towns – & Villages, extremely foreign looking.“

„Die hohen Berge Melibokus – und Helibokus sind auf der linken Seite zu sehen, nachdem man durch Hochheim fährt (wovon der korrumpierte und ganz falsche Name ›Hock‹ abgeleitet wird). Nach 8 wechselten wir die Pferde in einem kleinen Ort namens Hattersheim – Wir hatten hessische Postillione, und waren jetzt in den hessischen Gebieten (Hessen-Darmstadt). Die Landschaft und die Städte – und Dörfer sehen außerordentlich fremd aus.“

Der Winzer Georg Michael Pabstmann war damals Eigentümer der Dechantenruhe, die als eine der besten Lagen in der Hochheimer Gemarkung galt. Pabstmann hatte zwischen 1835 und 1845 Weinbergsflächen in Hochheim gekauft. Im Bereich des heutigen Königin Victoriaberges waren dies die ehemaligen, schon zuvor weinbaulich genutzten Lagen Im Kaltenberg (westlich des Denkmals) und Gehitz (östlich des Denkmals), die ehemalige Wegfläche auf der heute das Denkmal steht, sowie die damalige Wiese südlich der Bahnlinie. Die Wiese, die ebenfalls zur Flur Kaltenberg gehörte, ließ er neu bestocken. Im Bereich des Kaltenberges wurden infolge des Baues der Bahnlinie erhebliche Mengen Erde aufgeschüttet, die aus dem Bereich zwischen der ehemaligen Lage Kohlkaut und der Sandstraße anfielen. Die bereits in zeitgenössischen Beschreibungen verwendete ehemalige Bezeichnung Dechantenruhe taucht in der Güteraufstellung Pabstmanns nicht auf.
Im Jahr 1850 sandte Papstmann den Wein an den englischen Königshof und ersuchte Königin Viktoria darum, dem Weinberg „ihren hohen Namen zu verleihen“ – ihn nach ihr benennen zu dürfen. Im selben Jahr, am 5. Dezember 1850, hatte die Königin „die Gnade“, dem Weinberg diese „huldvolle Auszeichnung“ zu gewähren. Drei Jahre später bewilligten die nassauischen Behörden die Umbenennung. Pabstmann ließ daraufhin im Weinberg das Königin-Victoria-Denkmal errichten, das am 24. Mai 1854, dem 35. Geburtstag der Königin, eingeweiht wurde. Ein Baedeker-Reiseführer aus dem Folgejahr 1855 berichtete:

„Ein speculativer Mainzer Weinhändler hat hier mit Erlaubniss der Königin von England seinen Berg Victoriaberg genannt und rechts am Berg auf einem Denkmal das englische Wappen angebracht, als Empfehlungskarte seines Weins für alle vorbeifahrenden Engländer.“

Wappen des Vereinigten Königreiches, das von Königin Victoria benutzt wurde

Das Wappen befindet sich oberhalb der Darstellung des Denkmals auf den altmodisch anmutenden Etiketten der Weine aus dieser Lage. Auch ist noch der Fassboden des Viktoriafasses erhalten. In diesem 1000-Liter-Fass wurde alljährlich der Teil des Weines dieser Lage ausgebaut, der an den Hof Königin Victorias geliefert wurde. Noch heute wird zu zahlreichen Anlässen an die britische Krone geliefert.

## Weinlage
Im Jahr 1857 wurde der Königin Victoriaberg als besondere Weinbergslage im Grundbuch von Hochheim registriert. Die Weinlage ist sowohl östlich als auch westlich von der Hölle begrenzt, nördlich liegt die Weinlage Hochheimer Stein, südlich der Main.
Die Rebflächen des Königin Viktoriabergs bedecken wie alle Hochheimer Weinlagen Teile der etwa 35 Meter hohen Geländestufe über der Untermainebene am Südrand des Main-Taunusvorlandes. Südöstlich der Hochheimer Altstadt gelegen begleitet der Königin Viktoriaberg das Mainufer auf einer Strecke von etwa 650 m und zieht sich bei einer Breite von knapp 100 m und einer für Hochheimer Verhältnisse recht großen Hangneigung bis zum Sandweg hinauf. Mit 5 Hektar handelt es sich um die kleinste Hochheimer Einzellage. Sie ist bis auf wenige Stöcke Chardonnay vollständig mit Riesling bestockt. Im Westen und Osten grenzt die Weinlage Hölle an und von Norden die Einzellage Stein. Der Königin Viktoriaberg wird der Länge nach von der Linie der Taunus-Eisenbahn durchzogen. Die Weinlage ist komplett nach Süden ausgerichtet.
Durch die Lage am Fuß der Geländestufe werden die Rebflächen vor kalten Nordwinden geschützt, und durch die Nähe zum Main entsteht ein für den Weinbau optimales Mikroklima, namentlich die Bildung von Kaltluftseen im Frühjahr oder Herbst wird behindert. Der Boden ist sandig bis kiesig und besteht aus Lösslehmen und tertiären Sedimenten, die mit tertiären Mergeln durchsetzt sind.
Am Königin Viktoriaberg tritt ein Quellhorizont zu Tage. Er entsteht durch Schiebewasser, das im Untergrund vom Taunusvorland zum Main fließt. Das Wasser wurde als Quelle gefasst und zur Speisung einer Brunnenschale auf der Südseite des Königin-Victoria-Denkmals genutzt.

## Weingut Königin Victoriaberg
Das Weingut Königin Victoriaberg hat durch Erlaubnis zur Verwendung des königlich britischen Wappens den Status eines britischen Hoflieferanten. Daher wurde der Name dieses Weingutes trotz mehrerer Besitzwechsel stets aufrechterhalten. Bis 1917 gehörte es dem Weingut Pabstmann in Hochheim. Das ursprüngliche Pabstmannsche Gebäude des Weinguts steht in der Wintergasse, Ecke Rathausstraße. Es wechselte in die Frankfurter Straße an den Standort eines heutigen Fahrradgeschäftes und von dort in die Hochheimer Südstadt in die Rheinstraße, Ecke Mainweg. Von dort ging es durch Kauf in den Besitz des Weingutes J. Neus in Ober-Ingelheim über. 1973 kam es durch eine Eheschließung zum Weingut Hupfeld in Hattenheim. Seit 2010 wird es durch das Weingut Joachim Flick im Hochheimer Nachbarort Wicker bewirtschaftet. Heute werden die Weine in Wicker erzeugt.